# 보고비네시

보고비네 시의 위치

보고비네시(마케도니아어: Општина Боговиње, 알바니아어: Komuna e Bogovinës)는 마케도니아 공화국 서부에 위치한 지방 자치체로 행정 중심지는 보고비네이며 면적은 141.65km2, 인구는 28,997명(2002년 기준)이다. 북쪽으로는 테토보 시, 동쪽으로는 브르베니차 시, 남쪽으로는 브랍치슈테 시와 접하며 서쪽으로는 코소보와 국경을 접한다.